# Anton Nilson

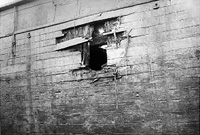
Hål i Amaltheas skrov.

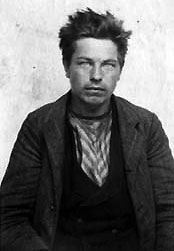
Anton Nilson vid arresteringen efter attentatet.

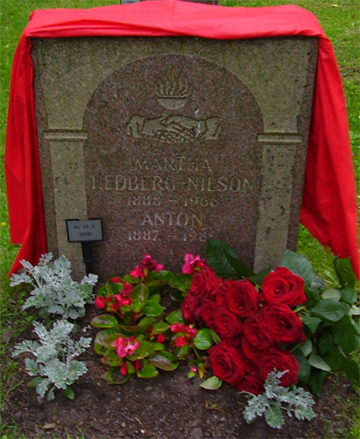
Anton Nilsons grav, utsmyckad i samband med 100-årsdagen av Amaltheasprängningen.

Anton Nilson, folkbokförd Nilsson, född 11 november 1887 i Norra Sandby socken i Skåne, död 16 augusti 1989 i Enskede församling i Stockholm, var en socialistisk agitator, som är mest känd för att han deltog i det så kallade Amaltheadådet natten mellan den 11 och 12 juli 1908. Han var en av de sista och den längst överlevande att dömas till döden (genom giljotinering) i Sverige. Enligt Lars Gyllenhaal innebar bombattentatet mot Amalthea att han kan kallas Sveriges förste moderne terrorist.

## Biografi

### Ungdomsåren
Två händelser 1905 påverkade Nilson i radikal riktning. Den första händelsen var den dödsskjutning - blodiga söndagen - i januari 1905 i Sankt Petersburg som föranledde den ryska revolutionen 1905, då hundratals demonstranter anförda av prästen Georgij Gapon sköts ihjäl av militär. Den andra händelsen var den verkstadsstrejk som bröt ut i Sverige samma år. Nilson anslöt sig till rörelsen Ungsocialisterna och engagerade sig för nedrustning genom att distribuera flygblad vid regementen i Skåne bland annat tillsammans med Per Albin Hansson. År 1906 började Nilson som byggnadsarbetare i Malmö.

### Amaltheadådet
Sommaren 1908 strejkade hamnarbetarna i Malmö för bättre arbetsvillkor. Polis och militär kallades in för att upprätthålla ordningen samtidigt som arbetsgivarna kallade in brittiska strejkbrytare vilket ledde till ännu större spänningar. Arbetarna tog det som en stor provokation.
De brittiska strejkbrytarna bodde tillfälligt på skeppet Amalthea. Natten mellan den 11 juni och 12 juni rodde Anton Nilson, medlem i Ungsocialisterna, ut och satte en bomb på Amaltheas skrov. Bomben sprängdes vilket resulterade i att en man, Walter Close, dog och 23 skadades, flera allvarligt, med svåra brännskador och livslång invaliditet. 
Anton Nilson dömdes till döden och hans två medhjälpare Algot Rosberg och Alfred Stern, som precis som Anton var unga och arbetslösa medlemmar i Ungsocialisterna, dömdes till livstids straffarbete för dådet. Nilson benådades dock och fick straffet omvandlat till livstids straffarbete. Till en början var den folkliga opinionen och arbetarrörelsen starkt emot bombdådet. Opinionen vände dock i takt med att arbetarrörelsen växte sig starkare i Sverige. En massiv kampanj för att fria de dömda startades. Kampanjen fick stort internationellt genomslag och hundratals möten om de fängslade hölls bland annat i USA med Joe Hill i spetsen. I Sverige samlades 130 000 namn in för att frige ungsocialisterna. Namnlistan lämnades in till högsta domstolen.
Ett större fritagningsförsök skedde också 1 maj 1917 då över 10 000 arbetare tågade till det fängelse i Härnösand, där Anton Nilson satt fängslad. Staden Härnösand hade då ca 8 000 invånare. Vakter och soldater, beväpnade med kulsprutor och med order om att hellre skjuta Nilson än att låta honom fritas, var utposterade längs fängelsemuren. Det hela slutade med att demonstranterna fick ge upp och demonstrationen upplöstes.
Till slut, i oktober 1917 beordrade den nytillträdda regeringen Edén-Branting att Anton Nilson skulle släppas, vilket var det första beslut som den nytillträdda koalitionsregeringen med socialdemokrater och liberaler fattade. Denna eftergift till de revolutionära rörelserna dämpade till viss del den sociala oro som hotade att brisera vid tidpunkten.
Med stöd av bankiren Olof Aschberg kunde Nilson förverkliga sin dröm om att flyga; Aschberg köpte en plats för Nilson vid Ljungbyheds flygskola, där han genomgick en civil flygförarutbildning på ett Albatrossplan av Nils Kindberg.

### Ryska inbördeskriget och Sovjetunionen
Efter att han medverkat vid ett möte i Malmö Folkets Park och hört Angelica Balabanoff berätta om kampen i Ryssland bestämde han sig för att delta i kriget. Balabanova ordnade ett visum till Petrograd, men Nilson kunde inte erhålla något utresetillstånd från Sverige eftersom han vägrat värnplikt. Han kontaktade då personligen krigsministern Erik Nilson, varefter hans utresetillstånd kom en vecka senare. 1918 infann han sig, efter en kort utbildning i ryska, i staden Gattjina för att tillträda en tjänst i Röda Armén som spaningsflygare. Under de strider som tog fart mellan Estland och Sovjetryssland förflyttades han till Torosina utanför Pskov. På sin flygchefs rekommendation blev han medlem i RKP (det allryska kommunistpartiet). Han nådde kaptens grad och var under en period tillförordnad chef för sin flygspanavdelning. För sina tjänster blev han bland annat belönad av Lev Trotskij med en skinnjacka som han dock inte kunde ta emot personligen eftersom han vid Trotskijs besök befann sig i tjänstgöring. Nilson hann däremot under sin tid i Ryssland träffa Vladimir Lenin och skaka hand med Josef Stalin.
År 1921, mitt under oroligheterna i revolutionen och inbördeskriget, hjälpte han delar av Nobel-familjen att lämna Baku sedan de själva misslyckats med att lämna landet.
Senare, när stalinismen växte sig starkare, flyttade Anton Nilson 1926 tillbaka till Sverige. Nilson såg Josef Stalin som en förrädare till revolutionen och arbetarklassen och hävdade att han endast gjort Sovjetunionen till en polisstat som fängslade och förtryckte de verkliga socialisterna.

### Senare verksamhet
I Sverige blev Anton Nilson 1931 medlem i Socialistiska partiet för att sedan, som många andra, lämna det för Vänstersocialistiska partiet när Socialistiska partiet tog ställning för Tyskland i andra världskriget. Nilson anslöt sig senare till Socialdemokraterna för att stanna kvar där i resten av sitt liv. Han var dock något sovjetvänlig, även om han hade kvar den starka kritiken mot det auktoritära systemet.[källa behövs]
Anton Nilson blev 101 år gammal och var aktiv in i det sista, bland annat med att berätta för yngre generationer om händelser i sitt växlingsrika liv. Anton Nilson var också hedersmedlem i Offensiv, en trotskistisk rörelse som uteslöts ur socialdemokratin under 1980-talet (något som Nilson motsatte sig).[källa behövs]
Han är begravd på Skogskyrkogården i Stockholm.

## Eftermäle och i kulturen
- I rebellrockbandet Eld Attack Krossas låt "Klass mot Klass" på skivan med samma namn nämns Amaltheamannen i strofen "Anton Nilsson lever än".
- På skivan Tjo' va de viftar! sjunger Emil Jensen låten "En alldeles ny visa om de två dödsdömda 1908" som handlar om Nilson och Rosberg.
- Filmen Maria Larssons eviga ögonblick (2008) utspelas delvis under Amaltheadådet.
- Skivbolaget Amalthea uppkallades efter Amaltheadådet.
- Amalthea Bokkafé heter det frihetligt socialistiska bokkaféet i Malmö.
- Anton Nilsson refereras i svenske countryartisten David Ritschards låt "Sverigerocken".[5]

### Film
- Filmen om Anton Nilson. Till arbetarklassens barn. Maj Wechselmann (1980).[6]